# François Annat
François Annat (Estaing, 5 febbraio 1590 – Parigi, 14 giugno 1670) è stato un gesuita francese.

## Biografia
Entrò nella Compagnia di Gesù nel 1607 e fu docente di teologia e filosofia a Tolosa.
Fu assistente e poi preposito provinciale a Parigi, rettore del Collège de Clermont e confessore del re Luigi XIV dal 1654 al 1670.
Fu un accanito avversario del giansenismo, che fece condannare dai teologi della Sorbona.
Blaise Pascal gli indirizzò la diciassettesima, la diciottesima e la diciannovesima (incompleta) delle sue Provinciali.